# BMW Serie 5
La BMW Serie 5 è un'autovettura di fascia alta prodotta dalla casa automobilistica tedesca BMW in varie generazioni, a partire dal 1972.

## Descrizione
La BMW Serie 5 è una vettura destinata a sostituire i modelli a 4 porte della Neue Klasse: la denominazione "Serie 5" indica che è il quinto modello di vettura costruita dopo il periodo V-8 e Isetta. I modelli precedenti erano la 700, la stessa Neue Klasse (comprendente anche la Serie 02 a due porte), l'ammiraglia New Six/E3 e la coupé CS/CSi. La Serie 5 fu quindi ideata come erede della Neue Klasse che era decisamente più piccola, lasciando alle berline a due porte della Serie 02 il ruolo di entry-level.
Ad oggi sono state prodotte 8 generazioni di Serie 5, comprendendo anche quella attualmente in produzione. Per differenziarle si utilizza il codice di identificazione del progetto-telaio (Exx o Fxx per i modelli più recenti).
Le serie, contraddistinte dalle loro sigla progettuale, sono:
- E12 (1972-1981)
- E28 (1981-1988)
- E34 (1988-1995)
- E39 (1995-2003)
- E60/E61 (2003-2010)
- F10/F11 (2010-2017)
- G30/G31 (2017-2023)
- G60/G61 (dal 2023)

La Serie 5 fu la prima vettura BMW ad adottare come nome una sigla di tre cifre. Il primo numero, un 5, indicava il modello, le seguenti due cifre indicavano la dimensione della cilindrata del motore espressa in decilitri. Altre lettere o parole aggiuntive potevano essere presenti dopo le tre cifre per indicare alcune caratteristiche della vettura, come il tipo di alimentazione o trasmissione. La "i" in origine indicava i modelli dotati di iniezione.

## Derivate della Serie 5

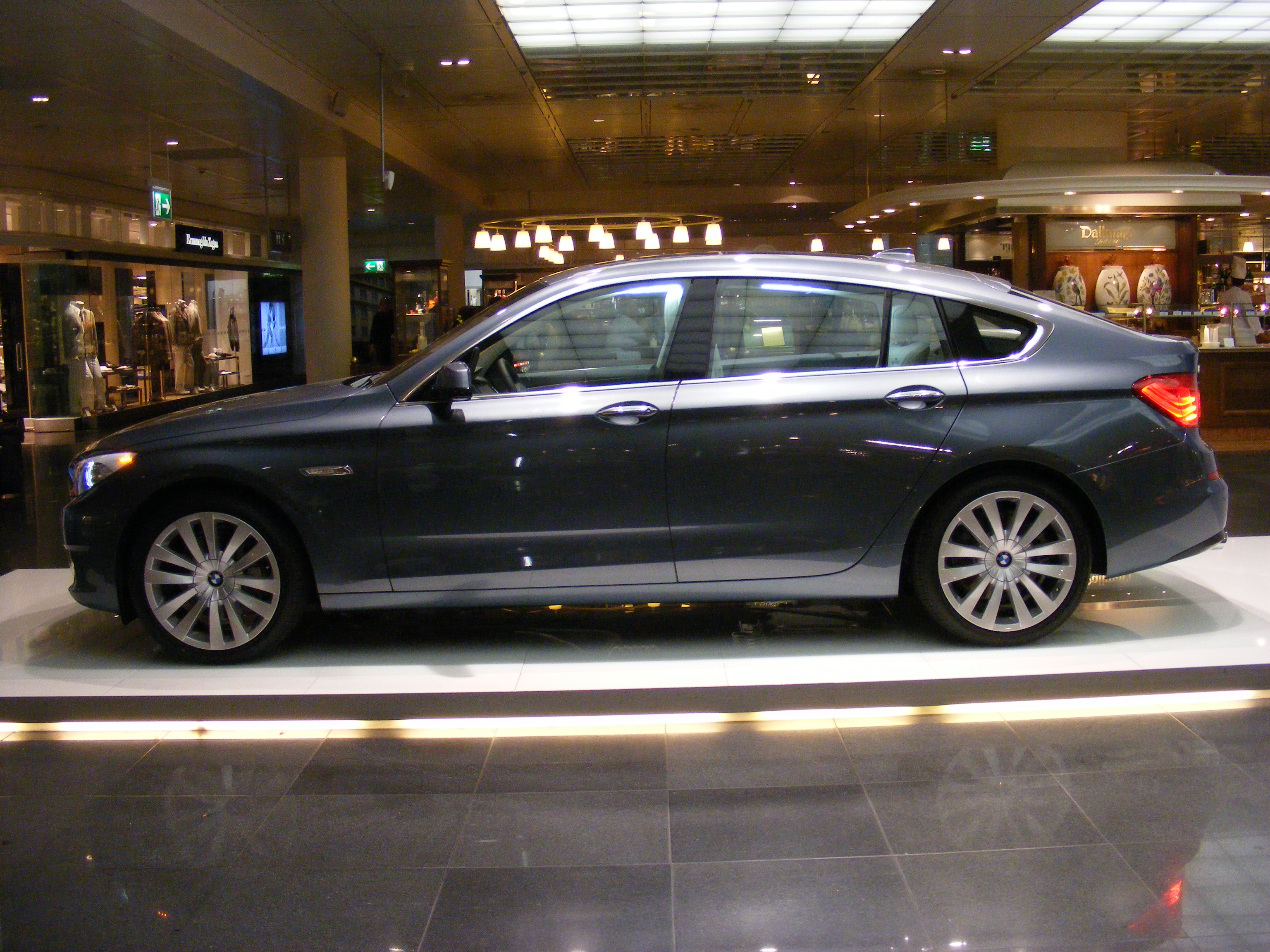
Una Serie 5 GT

Vi sono stati (e vi sono ancor oggi) dei modelli che sfruttano pianale e meccanica delle Serie 5 prodotte nello stesso periodo. Oltre alle tre generazioni di Serie 6 finora esistite, rispettivamente basate sulle serie E12, E60 ed F10, va segnalata in particolare la Serie 5 GT, una vettura crossover che unisce caratteristiche da coupé, da berlina a 5 porte, da station wagon e da crossover SUV. Essa riprende pianale e meccanica della Serie 5 F10, rispetto alla quale ha esordito qualche mese prima, e porta la sigla di progetto F07.
Dal 1984 sono in vendita anche le versioni sportive M5 derivate direttamente dai modelli della serie. Anche il SUV BMW X5 deve il suo nome al fatto che deriva da questa serie di vetture.

## Stabilimenti di produzione
In Europa, la Serie 5 viene prodotta sia nello stabilimento BMW di Dingolfing (Germania), che nello stabilimento di Magna-Steyr a Graz (Austria). Sin dagli anni settanta è attiva la produzione in Indonesia nello stabilimento di Giacarta. In Egitto vengono prodotte "Serie 5" dalla Bavarian Auto nello stabilimento di Città del 6 ottobre dove vengono anche realizzate le Serie 3, Serie 7 e X3. Di recente è iniziata la produzione anche in nuove fabbriche asiatiche, la più importante in Thailandia, lo stabilimento di Rayong inaugurato nel maggio 2000 in seguito a un investimento di 25 milioni di dollari produce la Serie 5 e Serie 7 e la suv X3. Nel 2003 attraverso la joint venture con il costruttore cinese Brilliance la Serie 5 e la Serie 3 sono prodotte anche in Cina a Shenyang. Dal 2004 è attiva la produzione in Malaysia nello stabilimento di Selangor in cui viene prodotta anche la Serie 3. Infine nel 2007 è iniziata la produzione di Serie 3 e Serie 5 in India, a Chennai e in Pakistan a Karachi.

## Galleria d'immagini
| Sigla   | Immagine | Periodo produzione |
| ------- | -------- | ------------------ |
| BMW E12 |          | 1972-1981          |
| BMW E28 |          | 1981-1988          |
| BMW E34 |          | 1988-1995          |
| BMW E39 |          | 1995-2003          |
| BMW E60 |          | 2003-2010          |
| BMW F10 |          | 2010-2017          |
| BMW G30 |          | 2017-2023          |
| BMW G60 |          | dal 2023           |